# جیک بیدول
جیک بیدول (انگلیسی: Jake Bidwell؛ زادهٔ ۲۱ مارس ۱۹۹۳) بازیکن فوتبال اهل بریتانیا است.
از باشگاه‌هایی که در آن بازی کرده‌است می‌توان به باشگاه فوتبال کویینز پارک رنجرز، باشگاه فوتبال سوانزی سیتی، باشگاه فوتبال اورتون، و باشگاه فوتبال برنتفورد اشاره کرد.
وی همچنین در تیم‌های ملی فوتبال England national under-16 football team، زیر ۱۷ سال انگلستان، زیر ۱۸ سال انگلستان، و زیر ۱۹ سال انگلستان بازی کرده‌است.